# Sangerhausen

Sangerhausen este un oraș din districtul Mansfeld-Südharz landul, Saxonia-Anhalt, Germania. În Sangerhausen se află Europa-Rozarium, cea mai mare crescătorie de trandafiri din lume. 
1. ↑  Alle politisch selbständigen Gemeinden mit ausgewählten Merkmalen am 31.12.2018 (4. Quartal) (în germană), Statistisches Bundesamt[*], arhivat din original la 10 martie 2019, accesat în 10 martie 2019